# 皮里日納
48°9′24″N 29°6′3″E / 48.15667°N 29.10083°E
皮里日納（烏克蘭語：Пиріжна）是位於烏克蘭西南部的村莊，由敖德萨州波季利斯克区的科迪馬市鎮負責管轄。該村始建於1853年，面積2.78平方公里，2001年人口1,322，人口密度每平方公里475.54人。